# اودا
اودا (به لاتین: Odda) یک شهرداری در نروژ است که در هوردالاند واقع شده‌است. اودا ۱٬۶۱۵٫۸۹ کیلومتر مربع مساحت و ۷٬۰۲۵ نفر جمعیت دارد.

## خواهرخوانده
شهرهای خویرزوردا و بخش استنونگسوند خواهرخوانده‌های اودا هستند.